# Tổ chức Thương mại Thế giới
Tổ chức Thương mại Thế giới là một tổ chức quốc tế có trụ sở chính tại Genève, Thụy Sĩ, có chức năng điều chỉnh và tạo điều kiện thuận lợi cho thương mại quốc tế. Các chính phủ sử dụng tổ chức này để thiết lập, sửa đổi và thực thi các quy tắc quản lý thương mại quốc tế thông qua sự hợp tác với Hệ thống Liên Hợp Quốc. WTO là tổ chức kinh tế quốc tế lớn nhất thế giới, với 166 thành viên đại diện cho hơn 98% thương mại toàn cầu và GDP toàn cầu.
WTO tạo điều kiện thuận lợi cho thương mại hàng hóa, dịch vụ và sở hữu trí tuệ giữa các quốc gia tham gia bằng cách cung cấp khuôn khổ để đàm phán các hiệp định thương mại, thường nhằm mục đích giảm hoặc xóa bỏ thuế quan, hạn ngạch và các hạn chế khác; các thỏa thuận này được ký kết bởi đại diện của các chính phủ thành viên:fol.9–10 và được phê chuẩn bởi cơ quan lập pháp của họ. WTO cũng quản lý giải quyết tranh chấp độc lập để thực thi việc tuân thủ các hiệp định thương mại của những bên tham gia và giải quyết các tranh chấp liên quan đến thương mại. Tổ chức này cấm phân biệt đối xử giữa các đối tác thương mại, nhưng đưa ra các ngoại lệ cho mục tiêu bảo vệ môi trường, an ninh quốc gia và các mục tiêu quan trọng khác.
Tổ chức này chính thức đi vào hoạt động vào ngày 1 tháng 1 năm 1995, theo Hiệp định Marrakesh năm 1994, do đó thay thế Hiệp định chung về thuế quan và thương mại (GATT) được thành lập vào năm 1948.
Cơ quan ra quyết định cao nhất của tổ chức này là Hội nghị Bộ trưởng, bao gồm tất cả các thành viên và thường họp hai năm một lần; sự đồng thuận được nhấn mạnh trong mọi quyết định. Các chức năng hàng ngày được xử lý bởi Hội đồng chung, bao gồm đại diện từ tất cả các thành viên. Một Ban thư ký gồm hơn 600 nhân viên, do Tổng giám đốc và bốn phó giám đốc đứng đầu, cung cấp các dịch vụ hành chính, chuyên môn và kỹ thuật. Ngân sách hàng năm của WTO là khoảng 220 triệu đô la Mỹ, được các thành viên đóng góp dựa trên tỷ lệ thương mại quốc tế của họ.
Các nghiên cứu cho thấy WTO đã tăng cường thương mại và giảm các rào cản thương mại. WTO cũng đã tác động đến các thỏa thuận thương mại nói chung; phần lớn các thỏa thuận thương mại ưu đãi (PTA) đều đề cập rõ ràng đến WTO, với một phần đáng kể văn bản được sao chép từ các thỏa thuận của WTO. Mục tiêu 10 của Mục tiêu phát triển bền vững của Liên hợp quốc cũng đề cập đến các thỏa thuận của WTO như là công cụ giảm bất bình đẳng. Tuy nhiên, những người chỉ trích cho rằng những lợi ích của thương mại tự do do WTO tạo điều kiện không được chia sẻ bình đẳng.
Việt Nam chính thức gia nhập tổ chức WTO vào ngày 11/1/2007.

## Lịch sử

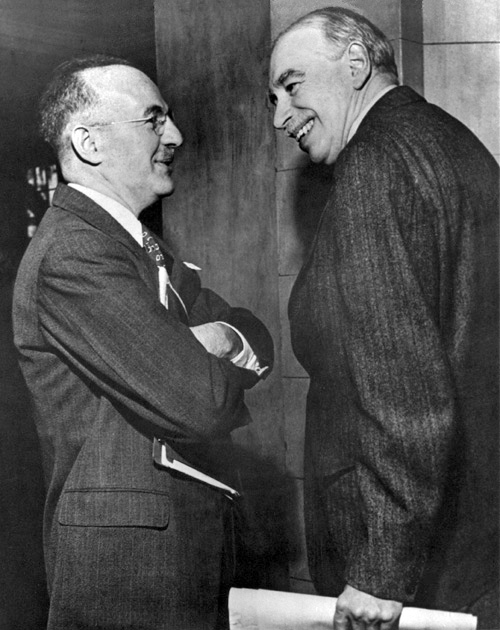
Các nhà kinh tế học người Mỹ Harry Dexter White (trái) và John Maynard Keynes (phải) tại Hội nghị Bretton Woods ở New Hampshire

Tiền thân của WTO, Hiệp định chung về Thuế quan và Thương mại (GATT), được thành lập theo một hiệp ước đa phương của 23 quốc gia vào năm 1947 sau khi Chiến tranh thế giới thứ hai kết thúc, sau sự ra đời của các tổ chức đa phương mới khác dành riêng cho hợp tác kinh tế quốc tế—chẳng hạn như Ngân hàng Thế giới (thành lập năm 1944) và Quỹ Tiền tệ Quốc tế (thành lập năm 1944–1945). Một tổ chức quốc tế tương đương về thương mại, có tên là Tổ chức Thương mại Quốc tế (ITO), chưa bao giờ được thành lập, vì Mỹ và các bên ký kết khác không phê chuẩn hiệp ước thành lập, và do đó GATT dần trở thành một tổ chức quốc tế trên thực tế.

### Các cuộc đàm phán của GATT trước Vòng đàm phán Uruguay
Bảy vòng đàm phán đã diễn ra theo Hiệp định chung về thuế quan và thương mại (1949 đến 1979). Các vòng đàm phán thương mại GATT thực sự đầu tiên.  (1947 đến 1960) tập trung vào việc tiếp tục cắt giảm thuế quan. Sau đó, Vòng đàm phán Kennedy vào giữa những năm 1960 đã đưa ra một thỏa thuận chống bán phá giá của GATT và một phần về phát triển. Vòng đàm phán Tokyo trong những năm bảy mươi đại diện cho nỗ lực lớn đầu tiên nhằm giải quyết các rào cản thương mại không dưới hình thức thuế quan và cải thiện hệ thống, thông qua một loạt các thỏa thuận về các rào cản phi thuế quan, trong một số trường hợp diễn giải các quy tắc hiện có của GATT và trong những trường hợp khác đã tạo ra một nền tảng hoàn toàn mới. Vì không phải tất cả các thành viên GATT đều chấp nhận các thỏa thuận đa phương này, nên chúng thường được gọi một cách không chính thức là "bộ luật". (Vòng đàm phán Uruguay đã sửa đổi một số bộ luật này và biến chúng thành các cam kết đa phương được tất cả các thành viên WTO chấp nhận. Chỉ có bốn bộ luật vẫn là đa phương (các bộ luật về mua sắm của chính phủ, thịt bò, máy bay dân dụng và các sản phẩm từ sữa), nhưng vào năm 1997, các thành viên WTO đã đồng ý chấm dứt các thỏa thuận về thịt bò và sữa, chỉ còn lại hai bộ luật.) Bất chấp những nỗ lực vào giữa những năm 1950 và 1960 nhằm thiết lập một số hình thức cơ chế thể chế cho thương mại quốc tế, GATT vẫn tiếp tục hoạt động trong gần nửa thế kỷ như một chế độ hiệp ước đa phương bán thể chế hóa trên cơ sở tạm thời.

### Vòng đàm phán Uruguay: 1986–1994
Trước lễ kỷ niệm 40 năm thành lập GATT (dự kiến vào năm 1987–1988), các thành viên GATT đã kết luận rằng hệ thống GATT đang phải cố gắng thích ứng với nền kinh tế toàn cầu hóa. Để ứng phó với các vấn đề được xác định trong Tuyên bố của Bộ trưởng năm 1982 (những thiếu sót về mặt cấu trúc, tác động lan tỏa của chính sách của một số quốc gia đối với thương mại thế giới mà GATT không thể quản lý, v.v.), một cuộc họp tại Punta del Este, Uruguay, đã khởi động vòng đàm phán GATT thứ tám—được gọi là "Vòng đàm phán Uruguay"—vào tháng 9 năm 1986.
Trong nhiệm vụ đàm phán lớn nhất về thương mại từng được nhất trí, các cuộc đàm phán Vòng đàm phán Uruguay nhằm mục đích mở rộng hệ thống thương mại sang một số lĩnh vực mới, đáng chú ý là thương mại dịch vụ và sở hữu trí tuệ, và cải cách thương mại trong các lĩnh vực nhạy cảm của nông nghiệp và dệt may; tất cả các điều khoản ban đầu của GATT đều được xem xét lại. Đạo luật cuối cùng kết thúc Vòng đàm phán Uruguay và chính thức thiết lập chế độ WTO đã được ký kết vào ngày 15 tháng 4 năm 1994, trong cuộc họp cấp bộ trưởng tại Marrakesh, Maroc—do đó được gọi là Hiệp định Marrakesh.
GATT vẫn tồn tại như một hiệp ước chung của WTO về thương mại hàng hóa, được cập nhật sau các cuộc đàm phán Vòng đàm phán Uruguay (có sự phân biệt giữa GATT 1994, các phần cập nhật của GATT, và GATT 1947, thỏa thuận ban đầu vẫn là cốt lõi của GATT 1994). Tuy nhiên, GATT 1994 không phải là thỏa thuận ràng buộc pháp lý duy nhất được đưa vào thông qua Đạo luật cuối cùng tại Marrakesh; một danh sách dài khoảng 60 thỏa thuận, phụ lục, quyết định và sự hiểu biết đã được thông qua. Các thỏa thuận được chia thành sáu phần chính:
- Thỏa thuận thành lập WTO
- Các thỏa thuận đa phương về thương mại hàng hóa, bao gồm GATT 1994 và Các biện pháp Đầu tư liên quan đến Thương mại (TRIMS)
- Hiệp định chung về thương mại dịch vụ (GATS)
- Thỏa thuận về các khía cạnh liên quan đến thương mại của quyền sở hữu trí tuệ (TRIPS)
- giải quyết tranh chấp[39]
- xem xét các chính sách thương mại của chính phủ[40]

Về nguyên tắc của WTO liên quan đến "mức ràng buộc trần" thuế quan (Số 3), Vòng đàm phán Uruguay đã thành công trong việc tăng cam kết ràng buộc của cả các nước phát triển và đang phát triển, như có thể thấy trong tỷ lệ thuế quan ràng buộc trước và sau các cuộc đàm phán 1986–1994.

## Chức năng
WTO có các chức năng sau:
- Quản lý việc thực hiện các hiệp định của WTO
- Diễn đàn đàm phán về thương mại
- Giải quyết các tranh chấp về thương mại
- Giám sát các chính sách thương mại của các quốc gia
- Trợ giúp kỹ thuật và huấn luyện cho các nước đang phát triển
- Hợp tác với các tổ chức quốc tế khác

## Đàm phán
Phần lớn các quyết định của WTO đều dựa trên cơ sở đàm phán và đồng thuận. Mỗi thành viên của WTO có một phiếu bầu có giá trị ngang nhau. Nguyên tắc đồng thuận có ưu điểm là nó khuyến khích nỗ lực tìm ra một quyết định khả dĩ nhất được tất cả các thành viên chấp nhận. Nhược điểm của nó là tiêu tốn nhiều thời gian và nguồn lực để có được một quyết định đồng thuận. Đồng thời, nó dẫn đến xu hướng sử dụng những cách diễn đạt chung chung trong hiệp định đối với những vấn đề có nhiều tranh cãi, khiến cho việc diễn giải các hiệp định gặp nhiều khó khăn.
Trên thực tế, đàm phán của WTO diễn ra không phải qua sự nhất trí của tất cả các thành viên, mà qua một quá trình đàm phán không chính thức giữa những nhóm nước. Những cuộc đàm phán như vậy thường được gọi là "đàm phán trong phòng xanh" (tiếng Anh: "Green Room" negotiations), lấy theo màu của phòng làm việc của Tổng giám đốc WTO tại Genève, Thụy Sĩ. Chúng còn được gọi là "Hội nghị Bộ trưởng thu hẹp" (Mini-Ministerials) khi chúng diễn ra ở các nước khác. Quá trình này thường bị nhiều nước đang phát triển chỉ trích vì họ hoàn toàn phải đứng ngoài các cuộc đàm phán như vậy .
Richard Steinberg (2002) lập luận rằng mặc dù mô hình đồng thuận của WTO đem lại vị thế đàm phán ban đầu dựa trên nền tảng luật lệ, các vòng đàm phán thương mại kết thúc thông qua vị thế đàm phán dựa trên nền tảng sức mạnh có lợi cho Liên minh châu Âu và Hoa Kỳ, và có thể không đem đến sự cải thiện Pareto. Thất bại nổi tiếng nhất và cũng gần đây nhất trong việc đạt được một sự đồng thuận là tại các Hội nghị Bộ trưởng diễn ra ở Seattle (1999) và Cancún (2003) do một số nước đang phát triển không chấp thuận các đề xuất được đưa ra.
WTO bắt đầu tiến hành vòng đàm phán hiện tại, Vòng đàm phán Doha, tại Hội nghị Bộ trưởng lần thứ 4 diễn ra tại Doha, Qatar vào tháng 11 năm 2001. Các cuộc đàm phán diễn ra căng thẳng và chưa đạt được sự nhất trí, mặc dù đàm phán vẫn đang tiếp diễn qua suốt Hội nghị Bộ trưởng lần thứ 5 tại Cancún, México vào năm 2003 và Hội nghị Bộ trưởng lần thứ 6 tại Hồng Kông từ ngày 13 tháng 12 đến ngày 18 tháng 12 năm 2005.
| Genevra    | Tháng 4, 1946  | 7 tháng  | 23  |
| Currency   | Tháng 4, 1949  | 5 tháng  | 13  |
| Thổ Nhĩ Kỳ | Tháng 9, 1950  | 8 tháng  | 38  |
| Genevra II | Tháng 1, 1956  | 5 tháng  | 26  |
| Dylan      | Tháng 9, 1960  | 11 tháng | 26  |
| Kennedy    | Tháng 5, 1964  | 37 tháng | 62  |
| Tokyo      | Tháng 9, 1973  | 74 tháng | 102 |
| Uruguay    | Tháng 9, 1986  | 87 tháng | 123 |
| Doha       | Tháng 11, 2001 | ?        | 141 |

## Giải quyết tranh chấp
Ngoài việc là diễn đàn đàm phán các quy định thương mại, WTO còn hoạt động như một trọng tài giải quyết các tranh chấp giữa các nước thành viên liên quan đến việc áp dụng quy định của WTO. Không giống như các tổ chức quốc tế khác, WTO có quyền lực đáng kể trong việc thực thi các quyết định của mình thông qua việc cho phép áp dụng trừng phạt thương mại đối với thành viên không tuân thủ theo phán quyết của WTO. Một nước thành viên có thể kiện lên Cơ quan Giải quyết Tranh chấp của WTO nếu như họ tin rằng một nước thành viên khác đã vi phạm quy định của WTO .
Hệ thống giải quyết tranh chấp của WTO bao gồm hai cấp: sơ thẩm và phúc thẩm. Ở cấp sơ thẩm, tranh chấp sẽ được giải quyết bởi một Ban Hội thẩm Giải quyết Tranh chấp. Ban hội thẩm này thông thường gồm 3 đên 5 chuyên gia trong lĩnh vực thương mại liên quan. Ban hội thẩm sẽ nghe lập luận của các bên và soạn thảo một báo cáo trình bày những lập luận này, kèm theo là phán quyết của ban hội thẩm. Trong trường hợp các bên tranh chấp không đồng ý với nội dung phán quyết của ban hội thẩm thì họ có thể thực hiện thủ tục khiếu nại lên Cơ quan phúc thẩm. Cơ quan này sẽ xem xét đơn khiếu nại và có phán quyết liên quan trong một bản báo cáo giải quyết tranh chấp của mình. Phán quyết của các cơ quan giải quyết tranh chấp nêu trên sẽ được thông qua bởi Hội đồng Giải quyết Tranh chấp. Báo cáo của cơ quan giải quyết tranh chấp cấp phúc thẩm sẽ có hiệu lực cuối cùng đối với vấn đề tranh chấp nếu không bị Hội đồng Giải quyết Tranh chấp phủ quyết tuyệt đối (hơn 3/4 các thành viên Hội đồng giải quyết tranh chấp bỏ phiếu phủ quyết phán quyết liên quan).
Trong trường hợp thành viên vi phạm quy định của WTO không có các biện pháp sửa chữa theo như quyết định của Hội đồng Giải quyết Tranh chấp, Hội đồng có thể ủy quyền cho thành viên đi kiện áp dụng các "biện pháp trả đũa" (trừng phạt thương mại). Những biện pháp như vậy có ý nghĩa rất lớn khi chúng được áp dụng bởi một thành viên có tiềm lực kinh tế mạnh như Hoa Kỳ hay Liên minh châu Âu. Ngược lại, ý nghĩa của chúng giảm đi nhiều khi thành viên đi kiện có tiềm lực kinh tế yếu trong khi thành viên vi phạm có tiềm lực kinh tế mạnh hơn, chẳng hạn như trong tranh chấp mang mã số DS 267 về trợ cấp bông trái phép của Hoa Kỳ .

## Cơ cấu tổ chức
Tất cả các thành viên WTO đều có thể tham gia vào các hội đồng, ủy ban của WTO, ngoại trừ Cơ quan Phúc thẩm, các Ban Hội thẩm Giải quyết Tranh chấp và các ủy ban đặc thù.

### Cấp cao nhất: Hội nghị Bộ trưởng
Cơ quan quyền lực cao nhất của WTO là Hội nghị Bộ trưởng diễn ra ít nhất hai năm một lần. Hội nghị có sự tham gia của tất cả các thành viên WTO. Các thành viên này có thể là một nước hoặc một liên minh thuế quan (chẳng hạn như Cộng đồng châu Âu). Hội nghị Bộ trưởng có thể ra quyết định đối với bất kỳ vấn đề trong các thỏa ước thương mại đa phương của WTO..

### Cấp thứ hai: Đại hội đồng
Công việc hàng ngày của WTO được đảm nhiệm bởi 3 cơ quan: Đại hội đồng, Hội đồng Giải quyết Tranh chấp và Hội đồng Rà soát Chính sách Thương mại. Tuy tên gọi khác nhau, nhưng thực tế thành phần của 3 cơ quan đều giống nhau, đều bao gồm đại diện (thường là cấp đại sứ hoặc tương đương) của tất cả các nước thành viên. Điểm khác nhau giữa chúng là chúng được nhóm họp để thực hiện các chức năng khác nhau của WTO.
1. Đại hội đồng là cơ quan ra quyết định cao nhất của WTO tại Geneva, được nhóm họp thường xuyên. Đại hội đồng bao gồm đại diện (thường là cấp đại sứ hoặc tương đương) của tất cả các nước thành viên và có thẩm quyền quyết định nhân danh hội nghị bộ trưởng (vốn chỉ nhóm họp hai năm một lần) đối với tất cả các công việc của WTO.
2. Hội đồng Giải quyết Tranh chấp được nhóm họp để xem xét và phê chuẩn các phán quyết về giải quyết tranh chấp do Ban Hội thẩm hoặc Cơ quan Phúc thẩm đệ trình. Hội đồng bao gồm đại diện của tất cả các nước thành viên (cấp đại sứ hoặc tương đương).
3. Hội đồng Rà soát Chính sách Thương mại được nhóm họp để thực hiện việc rà soát chính sách thương mại của các nước thành viên theo cơ chế rà soát chính sách thương mại. Đối với những thành viên có tiềm lực kinh tế lớn, việc rà soát diễn ra khoảng hai đến ba năm một lần. Đối với những thành viên khác, việc rà soát có thể được tiến hành cách quãng hơn.

### Cấp thứ ba: Các Hội đồng Thương mại
Các Hội đồng Thương mại hoạt động dưới quyền của Đại hội đồng. Có ba Hội đồng Thương mại là: Hội đồng Thương mại Hàng hóa, Hội đồng Thương mại Dịch vụ và Hội đồng Các khía cạnh của Quyền Sở hữu Trí tuệ liên quan đến Thương mại. Một hội đồng đảm trách một lĩnh vực riêng. Cũng tương tự như Đại hội đồng, các hội đồng bao gồm đại diện của tất cả các nước thành viên WTO. Bên cạnh ba hội đồng này còn có sáu ủy ban và cơ quan độc lập khác chịu trách nhiệm báo cáo lên Đại hội đồng các vấn đề riêng rẽ như thương mại và phát triển, môi trường, các thỏa thuận thương mại khu vực, và các vấn đề quản lý khác. Đáng chú ý là trong số này có Nhóm Công tác về việc Gia nhập chịu trách nhiệm làm việc với các nước xin gia nhập WTO.
1. Hội đồng Thương mại Hàng hóa chịu trách nhiệm đối với các hoạt động thuộc phạm vi của Hiệp định chung về Thuế quan và Thương mại (GATT), tức là các hoạt động liên quan đến thương mại quốc tế về hàng hóa.[43]
2. Hội đồng Thương mại Dịch vụ chịu trách nhiệm đối với các hoạt động thuộc phạm vi của Hiệp định chung về Thương mại Dịch vụ (GATS), tức là các hoạt động liên quan đến thương mại quốc tế về dịch vụ.
3. Hội đồng Các khía cạnh liên quan đến Thương mại của Quyền Sở hữu Trí tuệ chịu trách nhiệm đối với các hoạt động thuộc phạm vi của Hiệp định về Các khía cạnh liên quan đến Thương mại của Quyền Sở hữu Trí tuệ (TRIPS), cũng như việc phối hợp với các tổ chức quốc tế khác trong lĩnh vực quyền sở hữu trí tuệ.

### Cấp thứ tư: Các Ủy ban và Cơ quan
Dưới các hội đồng trên là các ủy ban và cơ quan phụ trách các lĩnh vực chuyên môn riêng biệt.
1. Dưới Hội đồng Thương mại Hàng hóa là 11 ủy ban, 1 nhóm công tác, và 1 ủy ban đặc thù.
2. Dưới Hội đồng Thương mại Dịch vụ là 2 ủy ban, 2 nhóm công tác, và 2 ủy ban đặc thù.
3. Dưới Hội đồng Giải quyết Tranh chấp (cấp thứ 2) là Ban Hội thẩm và Cơ quan Phúc thẩm.

Ngoài ra, do yêu cầu đàm phán của Vòng đàm phán Doha, WTO đã thành lập Ủy ban Đàm phán Thương mại trực thuộc Đại hội đồng để thức đẩy và tạo điều kiện thuận lợi cho đàm phán. Ủy ban này bao gồm nhiều nhóm làm việc liên quan đến các lĩnh vực chuyên môn khác nhau.

## Các nguyên tắc
- Không phân biệt đối xử:
  1. Đãi ngộ quốc gia: Không được đối xử với hàng hóa và dịch vụ nước ngoài cũng như những người kinh doanh các hàng hóa và dịch vụ đó kém hơn mức độ đãi ngộ dành cho các đối tượng tương tự trong nước.
  2. Đãi ngộ tối huệ quốc: Các ưu đãi thương mại của một thành viên dành cho một thành viên khác cũng phải được áp dụng cho tất cả các thành viên trong WTO.
- Tự do mậu dịch hơn nữa: dần dần thông qua đàm phán
- Tính Dự đoán thông qua Liên kết và Minh bạch: Các quy định và quy chế thương mại phải được công bố công khai và thực hiện một cách ổn định.
- Ưu đãi hơn cho các nước đang phát triển: Giành những thuận lợi và ưu đãi hơn cho các thành viên là các quốc gia đang phát triển trong khuôn khổ các chỉ định của WTO.
- Thiết lập môi trường cạnh tranh bình đẳng cho thương mại giữa các nước thành viên

## Các hiệp định
Các thành viên WTO đã ký kết khoảng 30 hiệp định khác nhau điều chỉnh các vấn đề về thương mại quốc tế. Tất cả các hiệp định này nằm trong 4 phụ lục của Hiệp định về việc Thành lập Tổ chức Thương mại Thế giới được ký kết tại Marrakesh, Maroc vào ngày 15 tháng 4 năm 1994. Bốn phụ lục đó bao gồm các hiệp định quy định các quy tắc luật lệ trong thương mại quốc tế, cơ chế giải quyết tranh chấp, cơ chế rà soát chính sách thương mại của các nước thành viên, các thỏa thuận tự nguyện của một số thành viên về một số vấn đề không đạt được đồng thuận tại diễn đàn chung. Các nước muốn trở thành thành viên của WTO phải ký kết và phê chuẩn hầu hết những hiệp định này, ngoại trừ các thỏa thuận tự nguyện. Sau đây sẽ là một số hiệp định của WTO:
- Hiệp định chung về Thuế quan và Thương mại 1994 (GATT 1994) General Agreement of Tariffs and Trade
- Hiệp định chung về Thương mại Dịch vụ (GATS) General Agreement on Trade in Services
- Hiệp định về Các khía cạnh liên quan đến Thương mại của Quyền Sở hữu Trí tuệ (TRIPS) Trade-related aspects of intellectual property Rights
- Hiệp định về các Biện pháp Đầu tư liên quan đến Thương mại (TRIMS) The Agreement on Trade-Related Investment Measures
- Hiệp định về Nông nghiệp (AoA) Agreement on Agriculture
- Hiệp định về Hàng Dệt may (ATC) Agreement on Textiles and Clothing
- Hiệp định về Chống bán Phá giá (ADA) Agreement on Anti Dumping[44]
- Hiệp định về Trợ cấp và các Biện pháp đối kháng(SCM) Agreement on Subsidies and Countervailing Measures
- Hiệp định về Tự vệ (SG) Agreement on Safeguard Measures
- Hiệp định về Thủ tục Cấp phép Nhập khẩu (ILP) Agreement on Import Licensing Procedures
- Hiệp định về các Biện pháp Vệ sinh và Kiểm dịch (SPS) Agreement on Sanitary and Phytosanitary Measures
- Hiệp định về các Rào cản Kĩ thuật đối với Thương mại (TBT) Agreement on Technical Barries to Trade
- Hiệp định về Định giá Hải quan (ACV) Agreement on Customs Valuation
- Hiệp định về Kiểm định Hàng trước khi Vận chuyển (PSI) Agreement on Pre-Shipment Inspection
- Hiệp định về Xuất xứ Hàng hóa (ROO) Agreement on Rules of Origin
- Thỏa thuận về Cơ chế Giải quyết Tranh chấp (DSU) Agreement on Dispute Settlement Understanding

## Tổng giám đốc
Các Tổng giám đốc của Tổ chức Thương mại Thế giới:
- Roberto Azevêdo, 2013—
- Pascal Lamy, 2005–2013
- Supachai Panitchpakdi, 2002–2005
- Mike Moore, 1999–2002
- Renato Ruggiero, 1995–1999
- Peter Sutherland, 1995

Các Tổng giám đốc của Hiệp ước chung về thuế quan và mậu dịch, GATT:
- Peter Sutherland, 1993–1995
- Arthur Dunkel, 1980–1993
- Olivier Long, 1968–1980
- Eric Wyndham White, 1948–1968

## Gia nhập và thành viên
Quá trình để trở thành thành viên của WTO là khác nhau đối với mỗi quốc gia muốn tham gia, và các quy định về quá trình gia nhập này tùy thuộc vào giai đoạn phát triển kinh tế và cơ chế thương mại hiện tại của quốc gia đó. Quá trình này trung bình mất khoảng 5 năm, nhưng có thể kéo dài hơn nếu quốc gia muốn tham gia chưa thực hiện đầy đủ các cam kết hoặc có sự cản trở liên quan đến các vấn đề về chính trị. Các cuộc đàm phán gia nhập ngắn nhất dưới 5 năm là Cộng hòa Kyrgyzstan, trong khi thời gian này đối với Nga là dài nhất cho đến nay. Nga nộp đơn gia nhập đầu tiên vào GATT năm 1993, và được chấp nhận là thành viên vào tháng 12 năm 2011 và trở thành thành viên của WTO vào ngày 22 tháng 8 năm 2012.

### Thành viên
Bảng sau liệt kê tất cả các thành viên hiện tại và ngày gia nhập.
| Quốc gia                             | Ngày gia nhập        |
| ------------------------------------ | -------------------- |
| Afghanistan                          | 29 tháng 7 năm 2016  |
| Albania                              | 8 tháng 9 năm 2000   |
| Angola                               | 23 tháng 11 năm 1996 |
| Antigua và Barbuda                   | 1 tháng 1 năm 1995   |
| Argentina                            | 1 tháng 1 năm 1995   |
| Armenia                              | 5 tháng 2 năm 2003   |
| Australia                            | 1 tháng 1 năm 1995   |
| Austria                              | 1 tháng 1 năm 1995   |
| Bahrain                              | 1 tháng 1 năm 1995   |
| Bangladesh                           | 1 tháng 1 năm 1995   |
| Barbados                             | 1 tháng 1 năm 1995   |
| Bỉ                                   | 1 tháng 1 năm 1995   |
| Belize                               | 1 tháng 1 năm 1995   |
| Benin                                | 22 tháng 2 năm 1996  |
| Bolivia                              | 12 tháng 9 năm 1995  |
| Botswana                             | 31 tháng 5 năm 1995  |
| Brazil                               | 1 tháng 1 năm 1995   |
| Brunei                               | 1 tháng 1 năm 1995   |
| Bulgaria                             | 1 tháng 12 năm 1996  |
| Burkina Faso                         | 3 tháng 6 năm 1995   |
| Burundi                              | 23 tháng 7 năm 1995  |
| Campuchia                            | 13 tháng 10 năm 2004 |
| Cameroon                             | 13 tháng 12 năm 1995 |
| Canada                               | 1 tháng 1 năm 1995   |
| Cape Verde                           | 23 tháng 7 năm 2008  |
| Cộng hòa Trung Phi                   | 31 tháng 5 năm 1995  |
| Tchad                                | 19 tháng 10 năm 1996 |
| Chile                                | 1 tháng 1 năm 1995   |
| Trung Quốc                           | 11 tháng 12 năm 2001 |
| Colombia                             | 30 tháng 4 năm 1995  |
| Cộng hòa Congo                       | 27 tháng 3 năm 1997  |
| Cộng hòa Dân chủ Congo               | 1 tháng 1 năm 1997   |
| Costa Rica                           | 1 tháng 1 năm 1995   |
| Côte d'Ivoire                        | 1 tháng 1 năm 1995   |
| Croatia                              | 30 tháng 11 năm 2000 |
| Cuba                                 | 20 tháng 4 năm 1995  |
| Cyprus                               | 30 tháng 7 năm 1995  |
| Cộng hòa Séc                         | 1 tháng 1 năm 1995   |
| Denmark                              | 1 tháng 1 năm 1995   |
| Djibouti                             | 31 tháng 5 năm 1995  |
| Dominica                             | 1 tháng 1 năm 1995   |
| Cộng hòa Dominica                    | 9 tháng 3 năm 1995   |
| Ecuador                              | 21 tháng 1 năm 1996  |
| Ai Cập                               | 30 tháng 6 năm 1995  |
| El Salvador                          | 7 tháng 5 năm 1995   |
| Estonia                              | 13 tháng 11 năm 1999 |
| Liên minh châu Âu                    | 1 tháng 1 năm 1995   |
| Fiji                                 | 14 tháng 1 năm 1996  |
| Phần Lan                             | 1 tháng 1 năm 1995   |
| Pháp                                 | 1 tháng 1 năm 1995   |
| Gabon                                | 1 tháng 1 năm 1995   |
| Gambia                               | 23 tháng 10 năm 1996 |
| Georgia                              | 14 tháng 6 năm 2000  |
| Đức                                  | 1 tháng 1 năm 1995   |
| Ghana                                | 1 tháng 1 năm 1995   |
| Hy Lạp                               | 1 tháng 1 năm 1995   |
| Grenada                              | 22 tháng 2 năm 1996  |
| Guatemala                            | 21 tháng 7 năm 1995  |
| Guinea                               | 25 tháng 10 năm 1995 |
| Guinea-Bissau                        | 31 tháng 5 năm 1995  |
| Guyana                               | 1 tháng 1 năm 1995   |
| Haiti                                | 30 tháng 1 năm 1996  |
| Honduras                             | 1 tháng 1 năm 1995   |
| Hồng Kông                            | 1 tháng 1 năm 1995   |
| Hungary                              | 1 tháng 1 năm 1995   |
| Iceland                              | 1 tháng 1 năm 1995   |
| India                                | 1 tháng 1 năm 1995   |
| Indonesia                            | 1 tháng 1 năm 1995   |
| Ireland                              | 1 tháng 1 năm 1995   |
| Israel                               | 21 tháng 4 năm 1995  |
| Ý                                    | 1 tháng 1 năm 1995   |
| Jamaica                              | 9 tháng 3 năm 1995   |
| Nhật Bản                             | 1 tháng 1 năm 1995   |
| Jordan                               | 11 tháng 4 năm 2000  |
| Kazakhstan                           | 30 tháng 11 năm 2015 |
| Kenya                                | 1 tháng 1 năm 1995   |
| Hàn Quốc                             | 1 tháng 1 năm 1995   |
| Kuwait                               | 1 tháng 1 năm 1995   |
| Kyrgyzstan                           | 20 tháng 12 năm 1998 |
| Laos                                 | 2 tháng 2 năm 2013   |
| Latvia                               | 10 tháng 2 năm 1999  |
| Lesotho                              | 31 tháng 5 năm 1995  |
| Liberia                              | 14 tháng 7 năm 2016  |
| Liechtenstein                        | 1 tháng 9 năm 1995   |
| Lithuania                            | 31 tháng 5 năm 2001  |
| Luxembourg                           | 1 tháng 1 năm 1995   |
| Macau                                | 1 tháng 1 năm 1995   |
| Cộng hòa Macedonia                   | 4 tháng 4 năm 2003   |
| Madagascar                           | 17 tháng 11 năm 1995 |
| Malawi                               | 31 tháng 5 năm 1995  |
| Malaysia                             | 1 tháng 1 năm 1995   |
| Maldives                             | 31 tháng 5 năm 1995  |
| Mali                                 | 31 tháng 5 năm 1995  |
| Malta                                | 1 tháng 1 năm 1995   |
| Mauritanie                           | 31 tháng 5 năm 1995  |
| Mauritius                            | 1 tháng 1 năm 1995   |
| México                               | 1 tháng 1 năm 1995   |
| Moldova                              | 26 tháng 7 năm 2001  |
| Mông Cổ                              | 29 tháng 1 năm 1997  |
| Montenegro                           | 29 tháng 4 năm 2012  |
| Maroc                                | 1 tháng 1 năm 1995   |
| Mozambique                           | 26 tháng 8 năm 1995  |
| Myanmar                              | 1 tháng 1 năm 1995   |
| Namibia                              | 1 tháng 1 năm 1995   |
| Nepal                                | 23 tháng 4 năm 2004  |
| Hà Lan                               | 1 tháng 1 năm 1995   |
| New Zealand                          | 1 tháng 1 năm 1995   |
| Nicaragua                            | 3 tháng 9 năm 1995   |
| Niger                                | 13 tháng 12 năm 1996 |
| Nigeria                              | 1 tháng 1 năm 1995   |
| Norway                               | 1 tháng 1 năm 1995   |
| Oman                                 | 9 tháng 11 năm 2000  |
| Pakistan                             | 1 tháng 1 năm 1995   |
| Panama                               | 6 tháng 9 năm 1997   |
| Papua New Guinea                     | 9 tháng 6 năm 1996   |
| Paraguay                             | 1 tháng 1 năm 1995   |
| Peru                                 | 1 tháng 1 năm 1995   |
| Philippines                          | 1 tháng 1 năm 1995   |
| Ba Lan                               | 1 tháng 7 năm 1995   |
| Bồ Đào Nha                           | 1 tháng 1 năm 1995   |
| Qatar                                | 13 tháng 1 năm 1996  |
| România                              | 1 tháng 1 năm 1995   |
| Nga                                  | 22 tháng 8 năm 2012  |
| Rwanda                               | 22 tháng 5 năm 1996  |
| Saint Kitts và Nevis                 | 21 tháng 2 năm 1996  |
| Saint Lucia                          | 1 tháng 1 năm 1995   |
| Saint Vincent and the Grenadines     | 1 tháng 1 năm 1995   |
| Samoa                                | 10 tháng 5 năm 2012  |
| Ả Rập Saudi                          | 11 tháng 12 năm 2005 |
| Senegal                              | 1 tháng 1 năm 1995   |
| Seychelles                           | 26 tháng 4 năm 2015  |
| Sierra Leone                         | 23 tháng 7 năm 1995  |
| Singapore                            | 1 tháng 1 năm 1995   |
| Slovakia                             | 1 tháng 1 năm 1995   |
| Slovenia                             | 30 tháng 7 năm 1995  |
| Quần đảo Solomon                     | 26 tháng 7 năm 1996  |
| Nam Phi                              | 1 tháng 1 năm 1995   |
| Tây Ban Nha                          | 1 tháng 1 năm 1995   |
| Sri Lanka                            | 1 tháng 1 năm 1995   |
| Suriname                             | 1 tháng 1 năm 1995   |
| Swaziland                            | 1 tháng 1 năm 1995   |
| Thụy Điển                            | 1 tháng 1 năm 1995   |
| Thụy Sĩ                              | 1 tháng 7 năm 1995   |
| Đài Loan                             | 1 tháng 1 năm 2002   |
| Tajikistan                           | 2 tháng 3 năm 2013   |
| Tanzania                             | 1 tháng 1 năm 1995   |
| Thái Lan                             | 1 tháng 1 năm 1995   |
| Togo                                 | 31 tháng 5 năm 1995  |
| Tonga                                | 27 tháng 7 năm 2007  |
| Trinidad và Tobago                   | 1 tháng 3 năm 1995   |
| Tunisia                              | 29 tháng 3 năm 1995  |
| Thổ Nhĩ Kỳ                           | 26 tháng 3 năm 1995  |
| Uganda                               | 1 tháng 1 năm 1995   |
| Ukraina                              | 16 tháng 5 năm 2008  |
| Các Tiểu vương quốc Ả Rập Thống nhất | 10 tháng 4 năm 1996  |
| Liên hiệp Anh                        | 1 tháng 1 năm 1995   |
| Hoa Kỳ                               | 1 tháng 1 năm 1995   |
| Uruguay                              | 1 tháng 1 năm 1995   |
| Vanuatu                              | 24 tháng 8 năm 2012  |
| Venezuela                            | 1 tháng 1 năm 1995   |
| Việt Nam                             | 7 tháng 11 năm 2007  |
| Yemen                                | 26 tháng 6 năm 2014  |
| Zambia                               | 1 tháng 1 năm 1995   |
| Zimbabwe                             | 5 tháng 3 năm 1995   |

### Quan sát viên
Bảng dưới đây liệt kê tất cả các quan sát viên hiện nay. Trong thời hạn năm năm được cấp tư cách quan sát của WTO, các quốc gia được yêu cầu để bắt đầu tổ chức đàm phán gia nhập của mình.
| Quốc gia               | Ngày trở thành quan sát viên              |
| ---------------------- | ----------------------------------------- |
| Algeria                | 3 tháng 6 năm 1987                        |
| Andorra                | 4 tháng 7 năm 1997                        |
| Azerbaijan             | 30 tháng 6 năm 1997                       |
| The Bahamas            | 10 tháng 5 năm 2001                       |
| Belarus                | 23 tháng 9 năm 1993                       |
| Bhutan                 | 1 tháng 9 năm 1999                        |
| Bosnia and Herzegovina | 11 tháng 5 năm 1999                       |
| Comoros                | 22 tháng 2 năm 2007                       |
| Equatorial Guinea      | 19 tháng 2 năm 2007                       |
| Ethiopia               | 13 tháng 1 năm 2003                       |
| Holy See               | None (Observer since 16 tháng 7 năm 1997) |
| Iran                   | 19 tháng 7 năm 1996                       |
| Iraq                   | 30 tháng 9 năm 2004                       |
| Lebanon                | 30 tháng 1 năm 1999                       |
| Libya                  | 10 tháng 6 năm 2004                       |
| São Tomé and Príncipe  | 14 tháng 1 năm 2005                       |
| Serbia                 | 23 tháng 12 năm 2004                      |
| Sudan                  | 11 tháng 10 năm 1994                      |
| Syria                  | 10 tháng 10 năm 2001                      |
| Uzbekistan             | 8 tháng 12 năm 1994                       |